# Im Herzen von Europa
Im Herzen von Europa ist eine Straße in Frankfurt am Main im Stadtteil Sachsenhausen. 

## Lage und Verlauf
Die Straße zweigt von der Otto-Fleck-Schneise im Frankfurter Stadtwald ab. Sie dient als Zufahrt zum Profi-Leistungszentrum des Fußball-Bundesligisten Eintracht Frankfurt. Sie liegt zwischen dem Sportpark Waldstadion und der Mörfelder Landstraße.

## Geschichte
Der Name der Straße ist von der Vereinshymne von Eintracht Frankfurt abgeleitet, die 1997 erstmals im Waldstadion gespielt wurde und seitdem bei jedem Heimspiel angestimmt wird. Das Lied wurde 1959 als Schunkelwalzer von zwei Mitgliedern des Polizeichors Frankfurt als Huldigung an ihre Stadt komponiert und erhielt 1974 anlässlich des 75. Vereinsjubiläums seinen heutigen Text. Ein Zusatzschild erinnert an den Textdichter der Hymne, den Frankfurter Polizeibeamten Heinz Böcher (1920–2006).
Am 21. Januar 2021 stimmte der zuständige Ortsbeirat 5 (Frankfurt-Süd) der Straßenbenennung zu. Die Eintracht-Geschäftsstelle erhielt damit die neue Postadresse Im Herzen von Europa 1. Die Einweihungsfeier mit etwa 100 Gästen fand am 5. Juli 2021 statt.